# Gwary lotaryńskie języka niemieckiego
Gwary lotaryńskie – gwary germańskie z grupy dialektów staro-wysoko-niemieckich, niekiedy uznawane za oddzielny od języka niemieckiego język lotaryński; posługują się nimi Lotaryńczycy, zamieszkujący Lotaryngię, leżącą we wschodniej części Francji przy granicy z Niemcami.